# Reichsoberhaupt 1848–1850

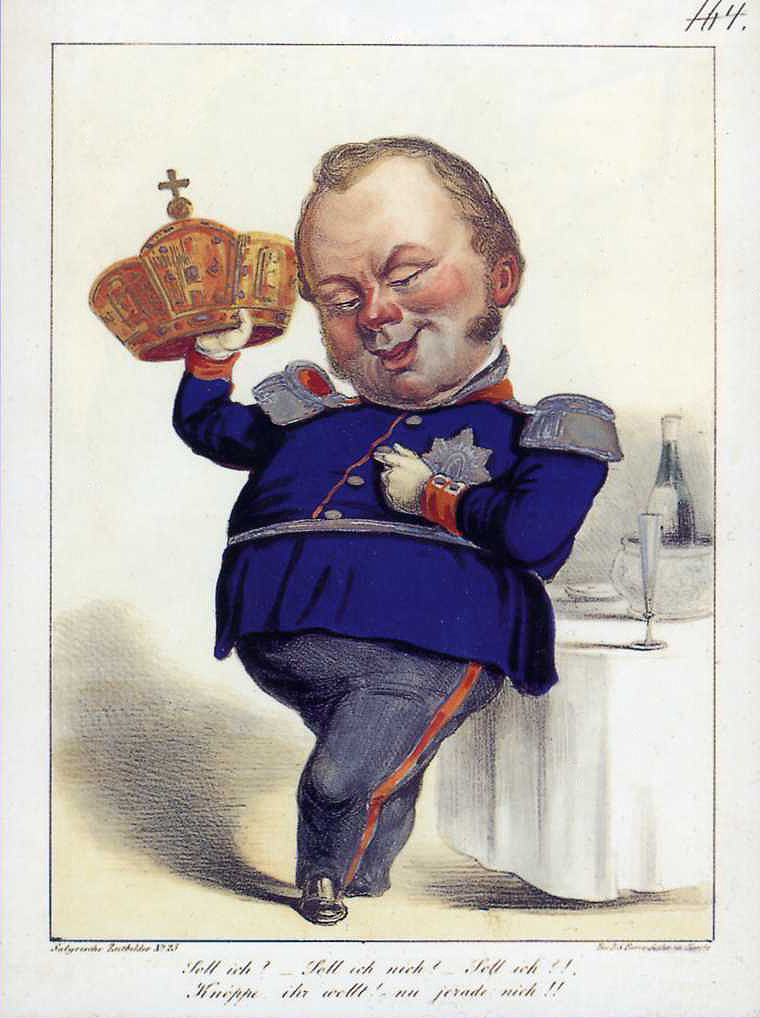
Der preußische König Friedrich Wilhelm IV. in einer zeitgenössischen Karikatur mit der Frankfurter Kaiserkrone. Seine Entscheidung macht er vom Abzählen seiner Uniformknöpfe abhängig: „Soll ich? – Soll ich nich? – Soll ich?! Knöppe, ihr wollt! nu jerade nich!!“

Die Frage eines Reichsoberhauptes oder Kaisers war ein zentraler Streitpunkt in den deutschen Einigungsversuchen der Jahre 1848 bis 1850. In der vorläufigen Verfassungsordnung mit der Zentralgewalt sowie in den damaligen Verfassungsplänen drehte es sich darum, wie ein deutsches Staatsoberhaupt in sein Amt kommen und welche Rechte es haben sollte.
In der Frankfurter Reichsverfassung vom 28. März 1849 war ein Kaiser der Deutschen als Reichsoberhaupt vorgesehen. Zwar wählte die Nationalversammlung den ersten Amtsinhaber, doch danach wäre das Amt erblich gewesen. Der Kaiser sollte im Sinne der konstitutionellen Monarchie unverletzlich sein, aber verantwortliche Minister ernennen.
Friedrich Wilhelm IV., König von Preußen, lehnte die ihm angetragene Kaiserwürde ab. Stattdessen versuchte er erfolglos, Deutschland aus eigener Macht zu einigen. In der von ihm angestrebten Erfurter Union hieß das Reichsoberhaupt zunächst Reichsvorstand, dann Unionsvorstand. Der Unionsvorstand hätte sich gewisse Rechte mit anderen Fürsten teilen müssen, vor allem das Veto gegenüber Gesetzesbeschlüssen.

## Hintergrund und Bezeichnungen
Der Titel des Kaisers stammt ursprünglich aus dem antiken Römischen Reich und war nicht zuletzt aus dem mittelalterlichen Heiligen Römischen Reich bekannt. Es hatte sich eingebürgert, dass der deutsche König zusätzlich den Titel des römischen Kaisers führte. Seit Jahrhunderten war dies das Oberhaupt der österreichischen Habsburger, bis 1806 das Reich unter Druck Napoleons aufgelöst wurde. Österreich wurde der Verzicht auf die römisch-deutsche Kaiserkrone leichter gemacht, indem es sich selbst zum Kaisertum Österreich erhöhen durfte.

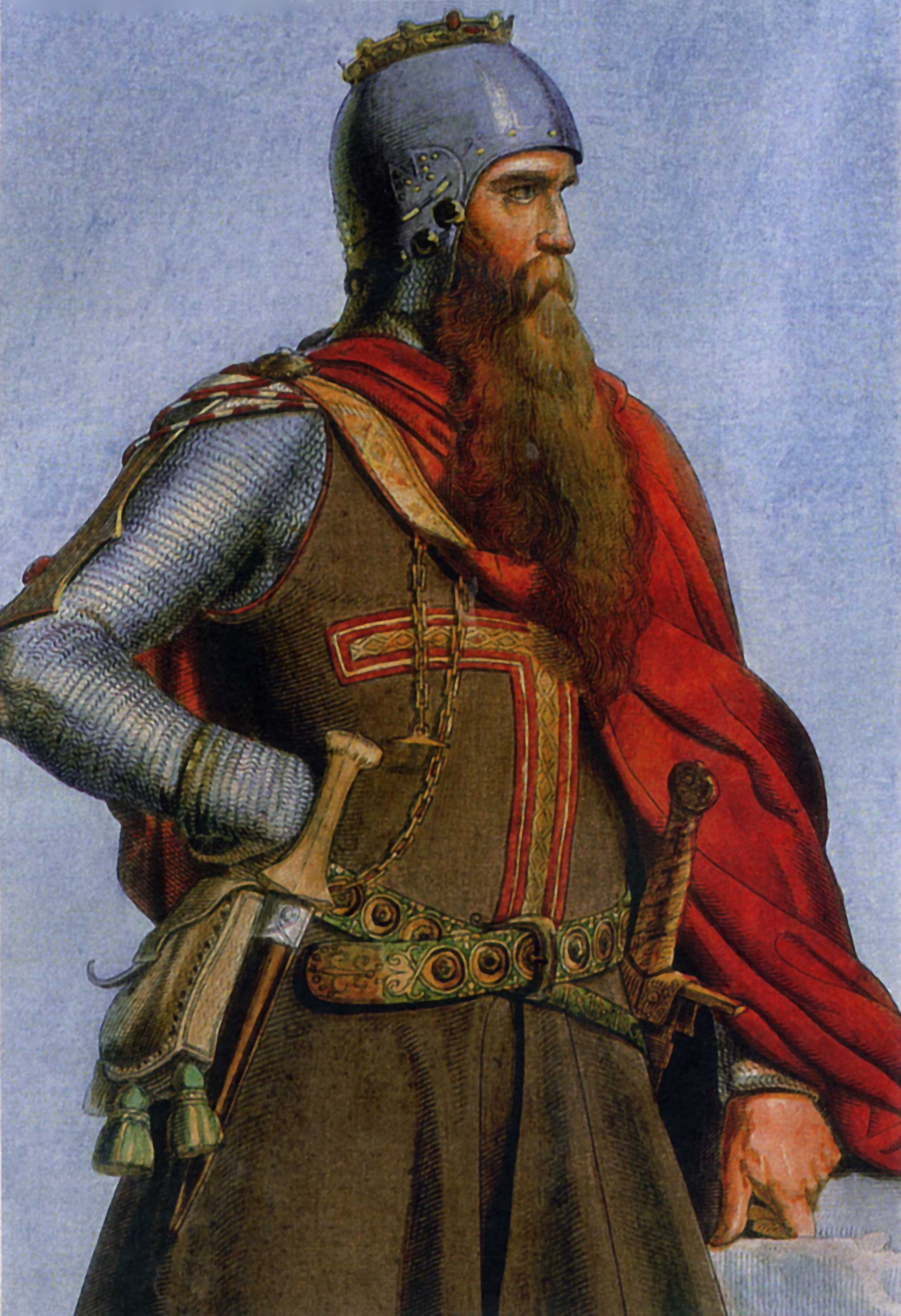
Kaiser Barbarossa, kolorierter Kupferstich von 1847

Im Deutschen Bund ab 1815 gab es keinen Kaiser: Oberstes Organ war eine Bundesversammlung (oft Bundestag genannt) mit dem Vorsitz für Österreich. Die damalige Romantik hatte aber eine Vorliebe für das mittelalterliche Reich, verbunden mit der Vorstellung eines mächtigen Kaisers. Bezugspunkt solcher Phantasien war etwa Friedrich I. (Barbarossa) aus dem 12. Jahrhundert, der laut Kyffhäusermythos in einem Berge schlief, aber wiederkehren würde, um Deutschland zu einigen.
Bereits 1814/15, als die Einrichtung des Deutschen Bundes noch diskutiert wurde, hatte Freiherr vom Stein einen deutschen Kaiser als Bundesexekutive verlangt. Bis zu 34 kleinere und mittelgroße Staaten schlossen sich der Forderung an. Doch durch die Uneinigkeit Preußens und Österreichs, aber auch der sonstigen größeren Staaten, kam eine Bundesexekutive nicht zustande, weder in Form eines Kaisers noch eines Direktoriums („Deutscher Ausschuss“) der fünf größten Staaten. Wie Stein am 17. Februar 1815 dem russischen Zaren in einer Denkschrift darlegte, sollte Österreich den deutschen Kaiser stellen, damit es fest mit Deutschland vereint wird.
In den Jahren 1848 bis 1850 finden sich weitere Ausdrücke, die den monarchischen Charakter eines deutschen Staatsoberhauptes umschrieben oder verdeckten: Reichsoberhaupt, Reichsvorstand, oder Reichsverweser. Darunter konnte man sich teilweise auch einen gewählten Präsidenten vorstellen, oder einen Fürsten als Primus inter pares (Ersten unter Gleichen; bei einem Organ aus mehreren Personen sprach man von einem Direktorium).
Wenn von einer Zentralgewalt oder Reichsgewalt gesprochen wurde, dann meinte man damit den Staat im Sinne der obersten föderalen Ebene, der heutigen Bundesebene. So unterschied man die Kompetenzen der Zentralgewalt von denen der Einzelstaaten. Es war dann eine weitergehende Frage, wer diese Zentralgewalt ausübte. Meist dachte man an einen Monarchen, dessen Macht durch eine Verfassung, eine Volksvertretung und die Verantwortlichkeit seiner Minister begrenzt war. Mit Regierung oder Reichsregierung konnte der Monarch mitsamt den Ministern oder nur die Minister (als auswechselbarer Teil der Regierung) gemeint sein.

## Revolution und versuchte Bundesreform März–Mai 1848

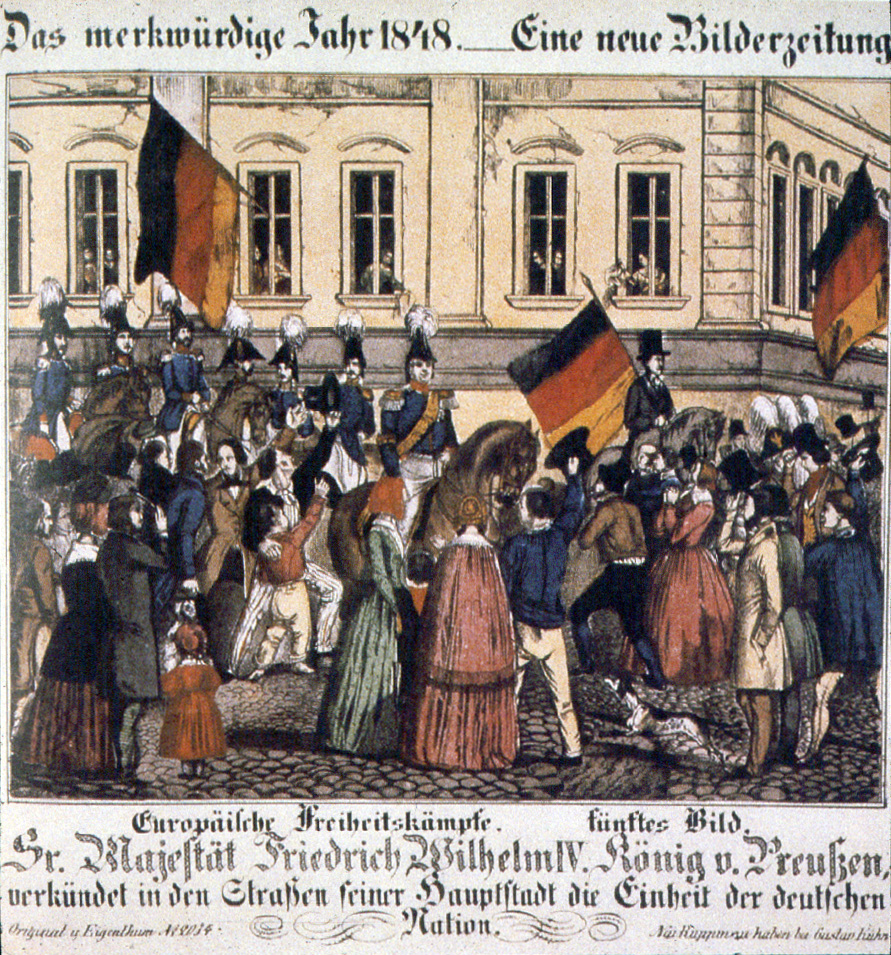
Nach den gewalttätigen Ereignissen am 18. März in Berlin versprach König Friedrich Wilhelm IV., er wolle sich an die Spitze der nationalen Einheitsbewegung stellen.

Im Auftrag des preußischen Königs erarbeitete Joseph von Radowitz 1847 eine Denkschrift, die am 15. März in einen österreichisch-preußischen Konferenzplan mündete. Die Denkschrift sprach von einer Zentralautorität, schwieg sich aber über ein eventuelles deutsches Staatsoberhaupt aus. Der badische Abgeordnete Bassermann erwähnte in seinem Antrag vom 12. Februar Ständekammern am Bundestag und einheitliche Nationaleinrichtungen, aber ebenfalls kein Staatsoberhaupt. Hingegen erwähnte der hessische Abgeordnete Heinrich von Gagern in seinem Antrag vom 28. Februar ausdrücklich ein interimistisches Haupt Deutschlands, das ein verantwortliches Kabinett ernennen sollte.
Im März 1848 entstanden in den deutschen Staaten ähnliche Unruhen wie in der Februarrevolution in Frankreich. Die erschrockenen deutschen Monarchen setzten liberale Regierungen ein, und diese entsandten liberale Gesandten zum Bundestag. In der Bevölkerung ging man gemeinhin davon aus, dass der Zeitpunkt gekommen sei, um Deutschland zu einigen und eine moderne Verfassung zu geben. Der Bundestag ließ eine Nationalversammlung wählen, die eine Verfassung ausarbeiten und mit den Regierungen vereinbaren würde.
Schon vor der Wahl setzte der Bundestag einen Ausschuss ein, der einen Verfassungsvorschlag für einen nationalen Bundesstaat machte, den Siebzehner-Entwurf vom 26. April 1848. Im Vorwort betonte der Entwurf, wie wichtig die Einsetzung eines starken Reichsoberhauptes sei, um die deutsche Einheit zu garantieren. Das Reichsoberhaupt, Kaiser genannt, sollte unverletzlich sein mit verantwortlichen Ministern. Über Gesetze sollte er genauso mitbestimmen wie der Reichstag, das teilweise gewählte Parlament. Dieser Entwurf ist der erste in der Märzrevolution, der einen erblichen Kaiser vorsah, so Jörg-Detlef Kühne. Obwohl der Entwurf keinen formalen Status bekam, war er dennoch eine einflussreiche Vorlage für die spätere Reichsverfassung vom 28. März 1849.
Eine andere Entwicklung fand im Bundestag selbst statt. Dort gab es am 3. Mai einen Beschluss, ein Bundesdirektorium einzurichten, um dem Bund endlich eine Exekutive zu geben. Zu den drei Mitgliedern sollte ein Vertreter Österreichs und einer Preußens gehören. Für den dritten sollte Bayern eine Vorschlagsliste machen, die übrigen Einzelstaaten des Engeren Rats (des Bundestags) würden den dritten dann wählen. Wegen des Widerstands aus den Staaten und auch von liberalen Politikern, und weil bald die Nationalversammlung zusammentreten würde (18. Mai), richtete der Bundestag dieses Gremium dann doch nicht ein.

## Nationalversammlung

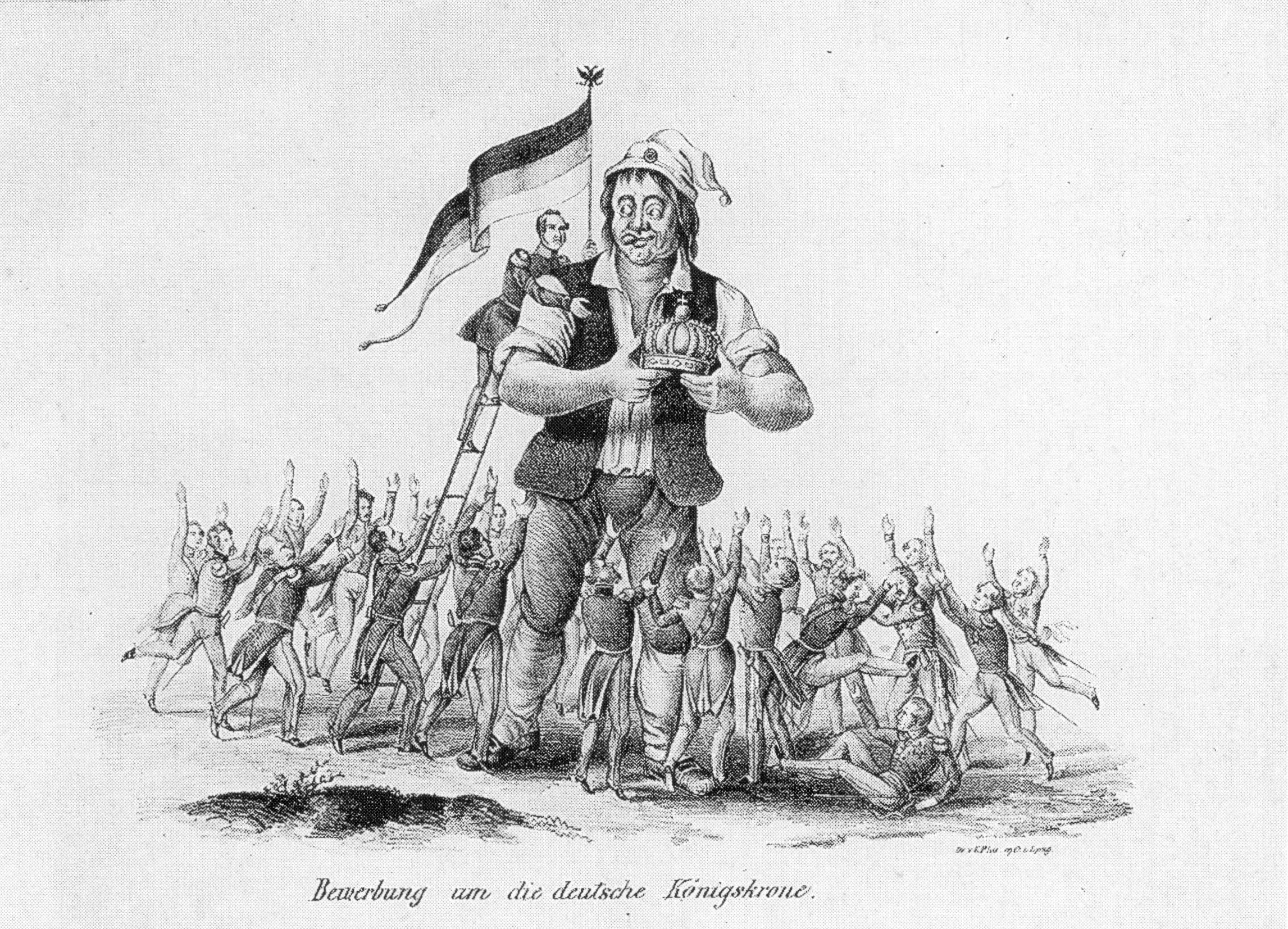
Karikatur auf die (angebliche) Begeisterung deutscher Fürsten, gekröntes Haupt Deutschlands zu werden; 1848. Dabei steigt Friedrich Wilhelm IV. auf die Schulter des Deutschen Michel.

Die Nationalversammlung wollte sogleich eine vorläufige Verfassungsordnung mit einer vorläufigen zentralen Exekutive einrichten. Nach Ernst Rudolf Huber war „das Fehlen einer Zentralgewalt […] das Kernübel der alten Bundesverfassung“. Nun standen sieben verschiedene Lösungen zur Debatte, die bis in den März 1849 immer wieder auftauchten:
1. Demokratisch-republikanisches Reichsoberhaupt auf Zeit (Präsident), beispielsweise vier, fünf oder sieben Jahre. Gewählt werden sollte es vom Volk oder von der Volksvertretung. Dies befürworteten die Demokraten und teilweise das linke Zentrum in der Nationalversammlung.
2. Dynastisch-republikanisches Reichsoberhaupt. Wählbar wäre dabei nur ein Angehöriger eines regierenden Fürstenhauses. Gewählt werden konnte er durch das Volk oder die Volksvertretung, ebenfalls auf Zeit.
3. Demokratisches Direktorium, mit drei, fünf oder sieben Mitgliedern. Wählbar wäre jeder Staatsbürger gewesen. Für diese Lösung waren die föderalistisch Denkenden unter den Demokraten.
4. Dynastisches Direktorium, wählbar wären die regierenden Fürsten gewesen, oder auf Dauer berufene Fürsten bestimmter Staaten. Ein Beispiel war das vorgeschlagene „Fürstentriumvirat der drei Onkel“, Erzherzog Johann (Onkel des österreichischen Kaisers Ferdinand), Prinz Wilhelm der Ältere (Onkel des preußischen Königs Friedrich Wilhelm IV.) und Prinz Carl (Onkel des bayerischen Königs Maximilian II.).
5. Wahlkaisertum, mit einem Kaiser, den das Volk oder das Parlament auf Lebenszeit wählte. Wählbar wäre ein Angehöriger einer Dynastie oder nur ein regierender Fürst. Diese Lösung bevorzugte vor allem das linke Zentrum.
6. Alternierendes Kaisertum, sechs Jahre lang sollte der österreichische Fürst und dann sechs Jahre lang der preußische das Reichsoberhaupt sein.
7. Erbkaisertum, der erste Amtsträger müsste dann aber zunächst gewählt werden. Wählbar wäre ein Angehöriger einer Dynastie oder nur ein regierender Fürst. In Zukunft würde sich die Krone vererben. Beim Erbkaisertum, das von einem regierenden Fürsten besetzt worden wäre, wäre eine dauernde Personalunion von Reichsoberhaupt und Landesfürst entstanden. Hierfür kamen praktisch nur der österreichische Kaiser und der preußische König in Frage. Für den erblichen Kaiser als Lösung traten diejenigen ein, die sich ein einiges und handlungsfähiges Reich gegenüber den Einzelstaaten wünschten.[5]

### Vorläufige Verfassungsordnung

Institutionen im revolutionären Deutschland: vom Bundestag zur Reichsregierung

Am 3. Juni 1848 setzte die Nationalversammlung einen Ausschuss mit fünfzehn Mitgliedern ein, der mit Mehrheit von 11 zu vier Stimmen ein Dreier-Direktorium vorschlug. Die Regierungen sollten es vorschlagen und die Nationalversammlung zustimmen müssen. Das Direktorium würde ein Ministerium (eine Regierung) einsetzen, das der Nationalversammlung verantwortlich wäre.
Die demokratische Minderheit des Fünfzehner-Ausschusses hingegen dachte an einen Vollziehungsausschuss (ein Exekutiv-Komitee). Der Vorsitzende würde von der Nationalversammlung gewählt werden und dann die übrigen Ausschussmitglieder einsetzen. Die Mehrheit der Nationalversammlung konnte den Vollziehungsausschuss jederzeit abwählen. Der gemäßigte Demokrat Robert Blum stellte es sich so vor, dass der Vollziehungsausschuss im Wesentlichen die Beschlüsse der Nationalversammlung zu den Regierungen zur Ausführung schicken würde. Die entschiedenen Demokraten hingegen verlangten, dass die provisorische Reichsregierung sofort die tatsächliche Exekutivgewalt über ganz Deutschland übernahm.
Die Mehrheit wollte den vertrauten Boden des vormärzlichen Verfassungsrechtes nicht verlassen; zwar sollte die Reichsregierung parlamentarisch verantwortlich sein, dennoch wandte man sich gegen eine reine Parlamentsherrschaft nach Vorbild des Konvents in der Französischen Revolution. Auch das linke Zentrum wollte, dass die Nationalversammlung den Präsidenten an der Spitze der Exekutive nicht abberufen konnte.

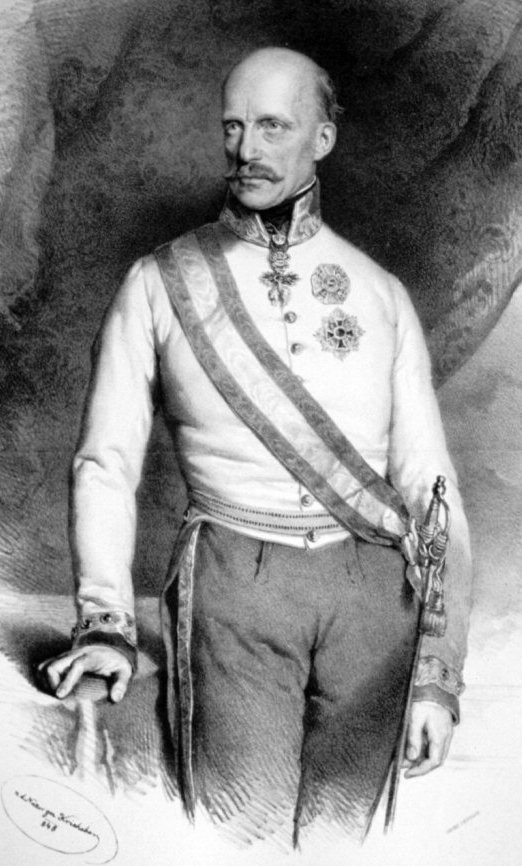
Erzherzog Johann von Österreich, Reichsverweser des Deutschen Reiches vom 29. Juni 1848 bis zum 20. Dezember 1849

Heinrich von Gagern, der liberale Präsident der Nationalversammlung, bewirkte am 24. Juni ein Ende der verschiedenen Vorschläge und damit die Debatte vom 19. bis 25. Juni. Er forderte die Nationalversammlung auf, aus eigener Macht (in einem „kühnen Griff“) eine Provisorische Zentralgewalt einzusetzen. Am 28. Juni stimmte eine Mehrheit der Nationalversammlung dann für das Zentralgewaltgesetz und am Tag danach für die Wahl von Erzherzog Johann zum Reichsverweser; ein Reichsverweser ist traditionell der Amtsträger, der bis zur Einsetzung des endgültigen Monarchen regiert. Johann von Österreich war im Volke beliebt und war damit für die Linke noch am ehesten annehmbar, andererseits als Hochadliger der Rechten genehm. Reichsverweser Johann setzte dann im Juli bzw. August das erste Gesamt-Reichsministerium ein, die eigentliche Regierung des entstehenden Deutschen Reichs.

### Debatten über die Reichsverfassung
Im Januar 1849 war in der Nationalversammlung ein Abstimmungskampf ausgebrochen, der die vielen verschiedenen Meinungen aufzeigte. Am 19. Januar 1849 lehnte die Mehrheit mit 339 gegen 122 Stimmen den Antrag der gemäßigten und der entschiedenen Linken ab, ein gewähltes Reichsoberhaupt auf Zeit einzusetzen (wählbar wäre jeder Deutsche gewesen). In den weiteren Abstimmungen stimmten nur 97 Abgeordnete für ein Direktorium, nur 80 für ein alternierendes Reichsoberhaupt, 39 für ein gewähltes Reichsoberhaupt auf Lebenszeit, 14 für eine Wahl auf 12 Jahre, 196 für eine Wahl auf sechs Jahre, 120 für eine Wahl auf drei Jahre. Einig war eine Mehrheit von Abgeordneten sich nur, dass das Reichsoberhaupt den Titel Kaiser der Deutschen tragen solle, und dass es nicht erblich (aber eben auch nicht gewählt) sein solle.
Die Abgeordneten in der Nationalversammlung gehörte meist Fraktionen an, die nach den Gasthäusern benannt waren, in denen sie tagten. Dazu finden sich historisch-politische Bezeichnungen wie entschiedene Demokraten oder konstitutionelle Liberale, sowie Standortbeschreibungen wie Linke, Rechte, linkes Zentrum usw. Diese Einteilungen wurden dann gegen Ende 1848 von der vielleicht wichtigsten Einzelfrage in der Nationalversammlung teils überlagert: großdeutsch oder kleindeutsch.
Zu Beginn der Nationalversammlung war man wie selbstverständlich davon ausgegangen, dass Österreich zu Deutschland gehört. Allerdings lag ein Großteil des österreichischen Gesamtstaates außerhalb des Deutschen Bundes, dessen Grenzen im Prinzip auch die des neuen Deutschen Reiches waren. Selbst im Österreich innerhalb der Reichsgrenzen lebten viele Menschen ohne deutsche Muttersprache. Wenn Deutschland ein Nationalstaat werden sollte, dann musste Österreich sich entscheiden:
- Großdeutsche Lösung: Österreich wird in einen deutschen und einen außerdeutschen Teil gespalten. Der österreichische Kaiser könnte Oberhaupt beider Teile bleiben, doch müssten sie getrennte Verfassungen und Verwaltungen haben.
- Kleindeutsche Lösung: Österreich bleibt außerhalb Deutschlands, mit dem es über eine Art Staatenbund verbunden ist.

Den Plänen, Österreich in das Reich einzubeziehen, machte Österreich selbst am 4. März 1849 einen Strich durch die Rechnung. Am 11. März erfuhr die Nationalversammlung, dass der österreichische Kaiser eine neue Verfassung erlassen hatte. Österreich wurde ein einheitlicher Gesamtstaat und wollte laut Erklärung vom 13. März als Ganzes einem Bund beitreten, der ein Direktorium, aber keine eigentliche Volksvertretung gehabt hätte.

### Entscheidende Abstimmungen und Kaiserwahl

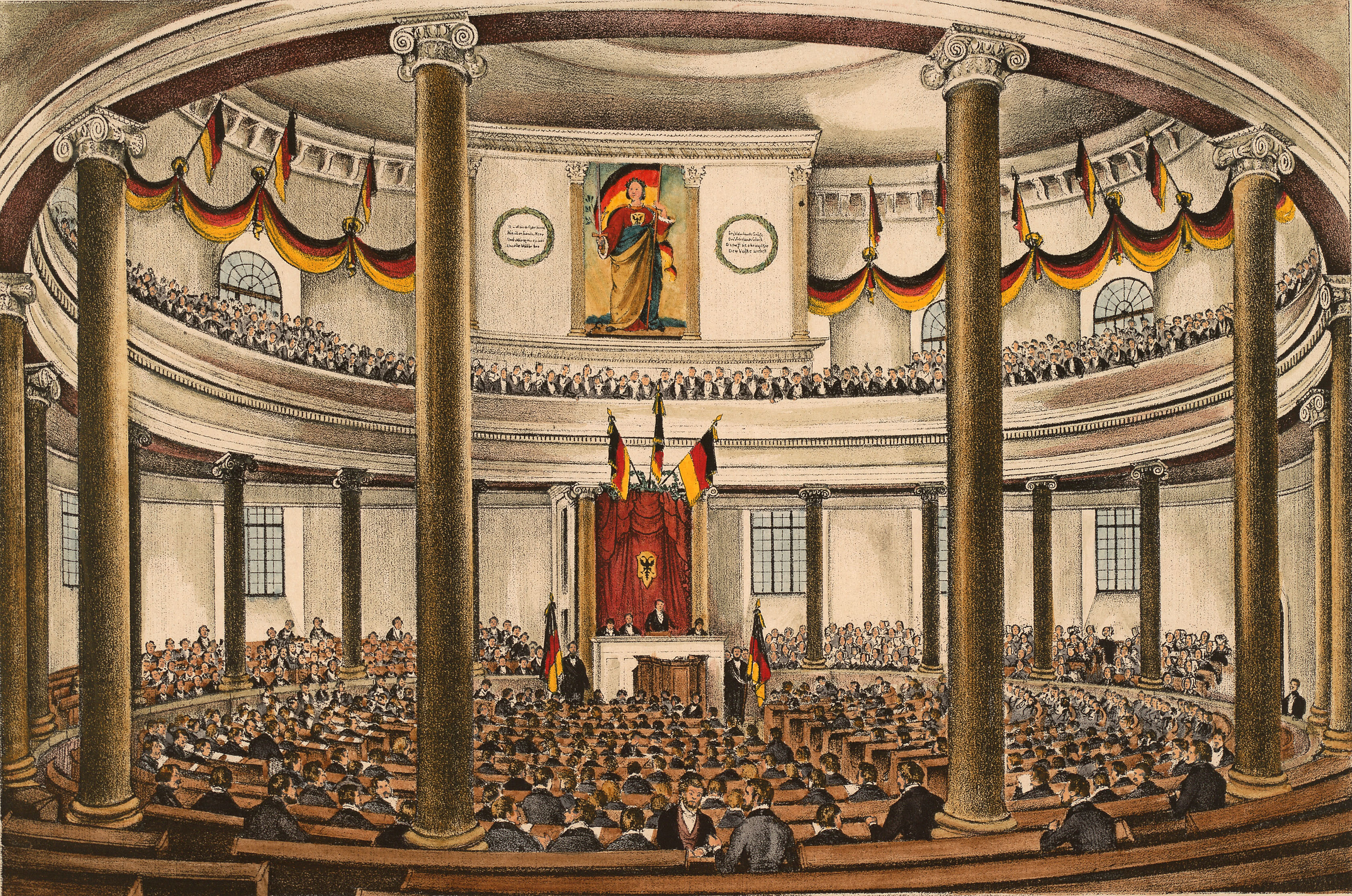
Die deutsche Nationalversammlung in der Frankfurter Paulskirche

Die Rechtsliberalen von der Casino-Fraktion waren mehrheitlich für einen erblichen Kaiser. Dazu wollten sie den preußischen König wählen. Diese erbkaiserliche Partei (Gaststätte: Weidenbusch) hatte im Verfassungsausschuss die Mehrheit, doch nicht in der gesamten Nationalversammlung. Die Großdeutschen versammelten sich im Gasthaus Mainlust, ihnen nahmen die Nachrichten aus Wien den Wind aus den Segeln. Einer ihrer Führer, Karl Theodor Welcker, schwenkte ins Lager des Weidenbusch über. Am 12. März stellte er überraschend den Antrag, die Verfassungsberatungen schnell abzuschließen:
- Das Ausland versucht, in die deutsche Verfassungsentwicklung einzugreifen.
- Die gesamte vorliegende Reichsverfassung der ersten Lesung mit Berücksichtigung der Wünsche der Regierungen soll als Ganze in einem einzigen Beschluss angenommen werden. Verbesserungen müsste der spätere Reichstag vornehmen.
- Der König von Preußen wird erblicher Kaiser. Eine Deputation (Abordnung, Delegation) der Nationalversammlung wird dem König die Wahl anzeigen.
- Deutsch-Österreich darf dem deutschen Bundesstaat jederzeit beitreten.[13][14]

Dieser Antrag von Welcker wurde mit 283 Stimmen (Rechte, Linke) gegen 252 (Mitte) abgelehnt. Das Reichsministerium trat zurück, blieb aber geschäftsführend im Amt. Durch eine Übereinkunft zwischen dem Linken Heinrich Simon und dem geschäftsführenden Reichsministerpräsidenten Heinrich von Gagern gelang es, doch noch eine Mehrheit für den Inhalt des Antrags-Welcker zu organisieren (Pakt Simon-Gagern): Eine Gruppe der Erbkaiserlichen unterstützte das demokratische Wahlrecht, eine Gruppe der Linken wiederum das Erbkaisertum.
Am 22. März stellte der Abgeordnete Bernhard Eisenstuck den Antrag, dass über die einzeln Paragrafen abgestimmt wird, Verbesserungsanträge aber nur noch angenommen werden, wenn sie von mindestens 50 Abgeordneten unterstützt wurden. Über den Abschnitt zum Reichsoberhaupt sollte als letztes abgestimmt werden. Der Antrag wurde angenommen. In den folgenden Abstimmungen kam es dann am 27. März zu den beiden wichtigen Entscheidungen:
- Über das Reichsgebiet: Die Trennung von deutschen und nichtdeutschen Ländern (die sich auf Österreich bezog) wurde etwas milder und in eine Soll-Bestimmung umformuliert. Dennoch blieb es dabei, dass Österreich nicht als Gesamtstaat beitreten könne. Wegen der bekannten Haltung der österreichischen Regierung wurde Österreich hiermit de facto ausgeschlossen.
- Über das Reichsoberhaupt: 279 gegen 255 Abgeordnete entschieden, dass die Würde des Reichsoberhauptes einem regierenden Fürsten übertragen wird. 267 gegen 263 Abgeordnete entschieden, dass die Würde erblich sein wird.

Die Mehrheit für die erbliche Kaiserwürde kam zustande, weil vier Österreicher sich aus Protest gegen die österreichische Regierung den Kleindeutschen anschlossen. Die kleindeutsche Lösung wurde von der Mitte, Teilen der Linken (Pakt Simon-Gagern) sowie einigen Rechten gestützt. Am 28. März wählte die Nationalversammlung den preußischen König Friedrich Wilhelm IV. zum Kaiser. 290 stimmten für ihn, 284 enthielten sich, 29 waren abwesend. Die Enthaltungen kamen vor allem von den Großdeutschen und den meisten Linken.

### Frankfurter Reichsverfassung vom 28. März 1849

Verfassungsdiagramm für die Frankfurter Reichsverfassung von 1849.

Die Verfassung des deutschen Reiches vom 28. März 1849 beginnt mit einer Definition des Reiches und geht in einen langen Katalog über, welche Kompetenzen die Reichsebene („Reichsgewalt“) gegenüber den Einzelstaaten hatte. Danach folgt der Abschnitt III über das Reichsoberhaupt (mit den §§ 68–84).
Der Titel des Reichsoberhaupts lautet „Kaiser der Deutschen“. Nach § 68 wird die „Würde des Reichsoberhauptes […] einem der regierenden deutschen Fürsten übertragen“, ohne dass ausdrücklich gesagt wird, wer sie überträgt. Der folgende Paragraf legt dann fest, dass der betreffende Fürst die Würde vererbt, und zwar dem erstgeborenen Sohn. Seine Civilliste (seine Einkünfte) legt der Reichstag fest.
Die Befugnisse des Kaisers waren laut Reichsverfassung:
- Ernennung der Reichsminister
- Völkerrechtliche Vertretung des Reichs, Ernennung der Diplomaten usw.
- Berufung und Schließung des Reichstags, Auflösung des Volkshauses (nach bestimmten Regeln)
- Verkündung der Gesetze, Gesetzesinitiative, aufschiebendes Veto gegenüber Gesetzbeschlüssen
- Begnadigung und Strafmilderung bei Strafsachen in der Kompetenz des Reichsgerichts
- Wahrung des Reichsfriedens (gegen Unruhen) sowie Verfügung über die Streitkräfte
- Anstellung der Reichsbeamten
- Regierungsgewalt in allen Reichsangelegenheiten, sofern die Verfassung einzelne Befugnisse der Reichsgewalt nicht anderen Organen zuweist[17]

Der Kaiser war unverletzlich bzw. unverantwortlich, er konnte also von niemandem abgesetzt oder politisch zur Rechenschaft gezogen werden. Um sein Amt ausüben zu können, musste er einen Eid auf die Verfassung ablegen; hätte der Erbe eines verstorbenen Kaisers sich dauerhaft geweigert, wäre eine Regentschaft die einzige mögliche Lösung gewesen. Ferner konnte der Kaiser sein Amt nur ausüben, wenn seine Handlungen von einem Reichsminister unterschrieben (gegengezeichnet) wurden. Wen er zum Reichsminister ernannte, lag wiederum in der persönlichen Entscheidung des Kaisers.
Über die Reichsregierung, das Reichsministerium, über dessen innere Organisation sagt die Verfassung nichts aus. Selbst dass der Kaiser die Regierung entlässt, findet man nicht ausdrücklich festgeschrieben, man muss es interpretieren. Die Reichsminister seien verantwortlich, die Verfassung erklärt aber nicht, was der Inhalt der Verantwortlichkeit war. Der Reichstag erhält Rechte, um die Regierung kontrollieren zu können, so das Zitierrecht des Reichstags mit der Auskunftspflicht der Regierung. Es fehlt aber ein Misstrauensvotum. Huber zufolge wurde so gesehen das parlamentarische System verneint, jedenfalls formell. Doch wäre das Deutsche Reich ins Leben getreten, hätte sich das Regierungssystem parlamentarisiert, auch, weil die Reichsminister gleichzeitig dem Volkshaus des Reichstags angehören durften.

## Reich und Preußen

### Friedrich Wilhelm IV.

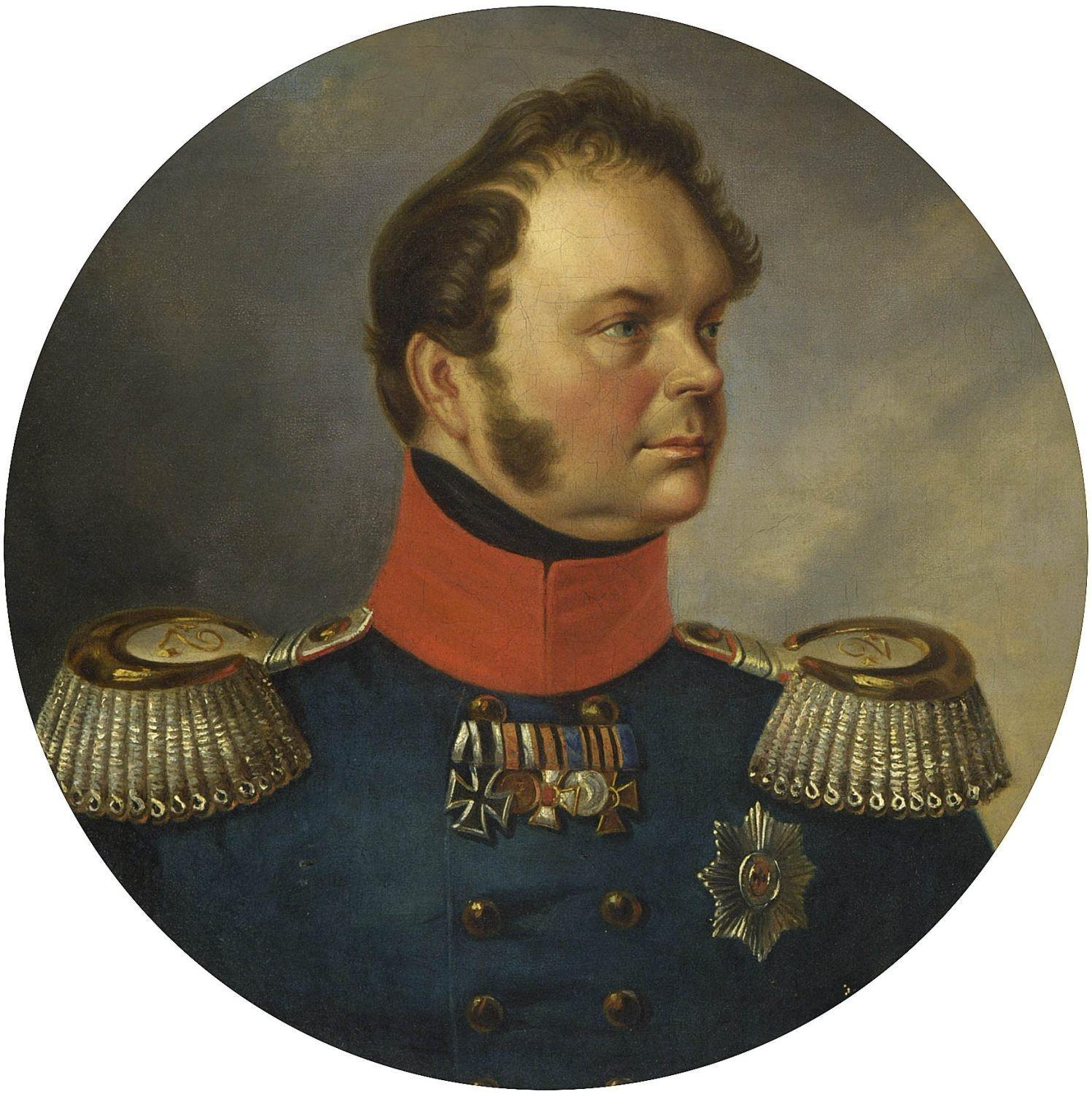
Franz Krüger: Bildnis des Königs Friedrich Wilhelm IV. von Preußen

Der preußische König Friedrich Wilhelm IV. träumte seit seiner Jugend im Sinne des romantischen Historismus von einem neuen römisch-deutschen Kaisertum mit Österreich an der Spitze. Der preußische König würde dabei als Bundesfeldherr den militärischen Oberbefehl ausüben. Die Versuchung der Nationalversammlung für Friedrich Wilhelm IV. war größer, als er bereit war zuzugeben. Aber er stand vor einer komplizierten Gemengelage, vor dem Hintergrund, dass die Macht der Monarchen Anfang 1849 wieder zunahm. Die Kamarilla an seinem Hof funktionierte damals nicht mehr so effektiv wie 1848; aus diesem Kreis war Leopold von Gerlach für die Rückkehr zum Deutschen Bund. Kabinettschef Graf Brandenburg hielt sich bedeckt, anscheinend wollte er den Gedanken der deutschen Einheit realpolitisch zur Vergrößerung der preußischen Macht nutzen. Der König hielt ihn für ungehorsam, was ihm den Konstitutionalismus und die Ministerverantwortlichkeit noch unerträglicher machte.
Graf Brandenburg brachte den König dazu, in einer Zirkulardepesche an die deutschen Regierungen seine romantischen Pläne wegzulassen. Die Zirkulardepesche vom 23. Januar 1849 nannte eine Kaiserwürde nicht notwendig, lehnte sie aber auch nicht direkt ab; Österreich sollte mit dem übrigen Deutschland verbunden bleiben, das sich enger zusammenschließt. Sie verwies bereits auf eine notwendige Zustimmung der übrigen Staaten zu einer Lösung.
Historiker haben die Zirkulardepesche unterschiedlich beurteilt. Huber zufolge konnten die Erbkaiserlichen sie als Ermutigung empfinden. Bernhard Mann meint, in ihr sei die Abneigung des Königs zumindest gegen den Kaisertitel offiziell ausgedrückt worden. David E. Barclay zufolge hatte die Depesche verdeutlicht, wie wankelmütig der König war, wo eine Entscheidung angebracht gewesen wäre. Im engen Kreis hatte er die Kaiserkrone der Nationalversammlung als Hundehalsband beschimpft, aber noch immer war nicht klar, wie er den Frankfurter Abgeordneten letztlich antworten würde.
In den Einzelstaaten zeigte sich Anfang Januar bis Anfang März 1849, dass 18 kleine und mittlere Staaten das Erbkaisertum befürworteten. Abgelehnt wurde es aber von den großen Staaten Österreich, Bayern, Württemberg, Hannover und Sachsen. Ähnliches zeigte sich, nachdem Reichsministerpräsident Heinrich von Gagern am 28. Januar den Regierungen den bisherigen Entwurf der Reichsverfassung zugeschickt hatte. Dieselben großen Staaten lehnten ihn ab, Preußen und dreißig weitere Regierungen (mit allerlei zusätzlichen Erklärungen) nahmen ihn im Prinzip an. Durch den Widerstand der großen Staaten rückte Preußen von seiner Zirkulardepesche wieder ab, der dafür zuständige Staatssekretär Graf Bülow wurde am 22. Februar 1849 entlassen. Sein Nachfolger Außenminister Graf Arnim-Heinrichsdorf galt als pro-österreichisch.
Auch im Ausland gab es ablehnende Stimmen. Großbritannien und Russland warnten den preußischen König vor einer Annahme der Kaiserkrone der Nationalversammlung, und sie hofften auf ein Eingreifen Österreichs. Zar Nikolaus I. von Russland drohte Berlin sogar mit Krieg, denn er musste davon ausgehen, dass ein Kleindeutschland in einen Krieg gegen Österreich und vielleicht auch andere deutsche Staaten geraten wäre, vielleicht mit Bürgerkrieg und Revolutionen als Folgen. Der russische Einmarsch in Ungarn ist in diesem Sinne zu verstehen: Der Zar stärkte damit Österreich und signalisierte, dass er zur militärischen Intervention bereit war.
Friedrich Wilhelm IV. hatte für „mannigfache Verwirrung“ gesorgt, urteilt Huber: „Durch viele Äußerungen hatte er die bürgerliche Bewegung ermutigt, ihre nationaldemokratische Hoffnung auf ihn zu setzen.“ Seine Ablehnung einer Kaiserkrone unter demokratischer Beteiligung wurzelte aber weniger aus Dünkel, sondern aus Angst vor einer demokratischen Dynamik. Schreckbild waren die Gewaltherrschaft Napoleons, der sich 1804 selbst zum Kaiser gewählt hatte, und die Wahl von Louis Napoléon, der um die Jahreswende 1848/1849 dem Beispiel von 1804 zu folgen schien. Der Bürgerkönig Louis-Philippe 1830 war demokratisch-parlamentarisch eingesetzt worden, also nach Ansicht der Rechten nicht legitim, und 1848 in der Revolution durch eine demokratische Republik ersetzt worden.
Jörg-Detlef Kühne will als objektiven Entschuldigungsgrund für die Ablehnung noch am ehesten die internationale Lage anführen, deretwegen eine friedliche Reichsbildung kaum möglich gewesen wäre. Allerdings hätte eine „beherzte Politik“ Preußens „zumindest zeitweise“ gelingen können. Der Sozialdemokrat August Bebel meinte, der König sei schon damals geisteskrank gewesen, eine andere Erklärung verweist auf die „Mittelalterlichkeit seiner Verfassungsvorstellungen“.

### Kaiserdeputation und erste Reaktion

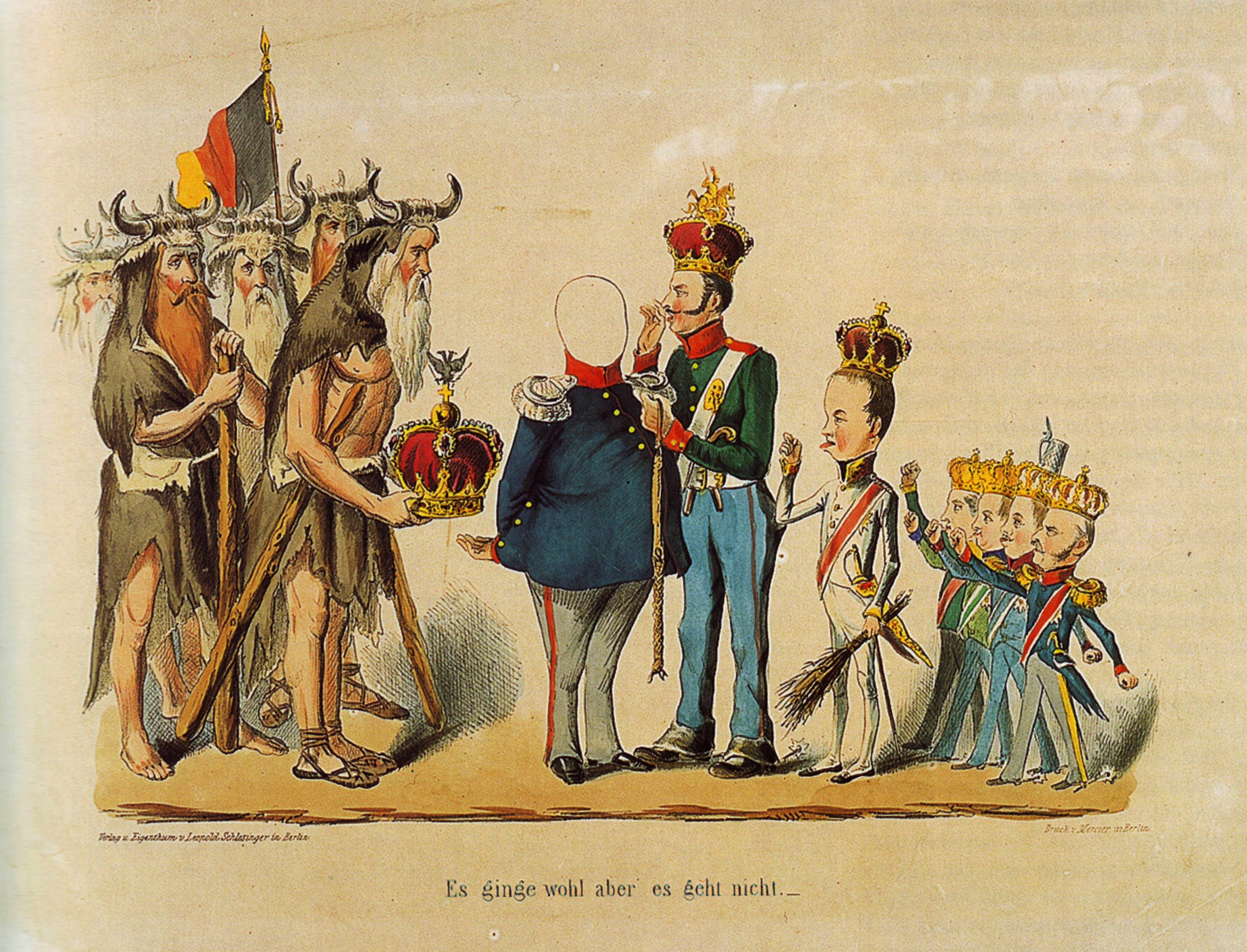
Karikatur auf die Kaiserfrage. Die germanischen Weisen (links) tragen die Kaiserkrone dem wenig profilierten Preußenkönig an (Bildmitte, blaue Uniform). Der Preußenkönig wird allerdings beeinflusst vom russischen Zaren (grüne Uniform), dem jungen österreichischen Kaiser Franz Joseph und den weiteren Königen (der bayerische mit Bierseidel auf der Krone).

Der Historiker Bernhard Mann urteilt, den Erbkaiserlichen sei ihr Programm so sehr zu einer fixen Idee geworden, dass die Frage der Durchführbarkeit in den Hintergrund geraten war. Sie hofften, dass der König irgendwie zur Annahme gebracht werden könne, notfalls, indem das preußische Regierungssystem oder gar eine Art von Palastrevolution ihn dazu zwingen würde.
Eine Schwäche lag darin, dass das Erbkaisertum in der Nationalversammlung mit nur vier Stimmen Mehrheit angenommen worden war und dass bei der Kaiserwahl sich viele Abgeordnete enthalten hatten. Umstritten blieb ferner, ob die Nationalversammlung überhaupt das Recht hatte, einen Kaiser zu wählen. Dennoch war die Reichsverfassung legal zustande gekommen und überhaupt vorhanden, daher war sie laut Mann „keineswegs von vornherein zum Scheitern verurteilt, vorausgesetzt, daß ihr nicht irgendeine stärkere Gruppe gewaltsam den Garaus zu machen strebte; selbst dann hätte sie Überlebenschancen gehabt.“
Die Nationalversammlung bestimmte eine Kaiserdeputation von 32 Mitgliedern, die dem König seine Wahl zum Kaiser anzeigen sollte. Naturgemäß gehörten ihr nur Abgeordnete an, die ihn gewählt hatten. Unter Leitung von Eduard von Simson, dem Präsidenten der Nationalversammlung, kam die Deputation am 2. April in Berlin an. Friedrich Wilhelm IV. empfing die Deputierten tags darauf im Berliner Schloss. Weder der König noch sein Kabinett wollten dem deutschen Bundesstaat geradeheraus die Unterstützung verweigern. Seine Antwort klang dem Wortlaut nach entgegenkommend, der Ton aber machte der Deputation bereits deutlich, dass er die Kaiserwürde ablehnte.
Der König sagte einleitend:

„Meine Herren! Die Botschaft, als deren Träger Sie zu Mir gekommen sind, hat Mich tief ergriffen. […] In dem Beschluß der deutschen National-Versammlung, welchen Sie, Meine Herren, Mir übergeben, erkenne Ich die Stimme der Vertreter des deutschen Volkes. Dieser Ruf giebt Mir ein Anrecht, dessen Werth Ich zu schätzen weiß. […] Die deutsche National-Versammlung hat auf Mich vor Allen gezählt, wo es gilt, Deutschlands Einheit und Kraft zu gründen. Ich ehre Ihr Vertrauen, spreche ihr Meinen Dank dafür aus. Ich bin bereit, durch die That zu beweisen, daß die Männer sich nicht geirrt haben […]“

Aber, so hieß es weiter, seine Entschließung könne nicht ohne das „freie Einverständnis“ der regierenden Fürsten getroffen werden. Als eine Drohung gegen revolutionäre Unruhen musste ein Satz am Ende der Antwort verstanden werden: „Bedarf es des preußischen Schildes und Schwertes gegen äußere oder innere Feinde, so werde ich auch ohne Ruf nicht fehlen.“
Eine Minderheit der Deputation wollte die Antwort als bedingte Annahme verstehen. Simson aber verfasste eine Erklärung, dass die Verfassung bedingungslos angenommen werden müsse; diese Erklärung wurde von der Deputation einstimmig gebilligt. Das preußische Kabinett wollte der Nationalversammlung ursprünglich weiter entgegenkommen als der König. Es stellte sich nun aber hinter ihm und bekräftigte, dass der König an die Spitze Deutschlands treten wolle, doch dass die Verfassung zwischen Nationalversammlung und Regierungen vereinbart werden müsse. Preußen lud die Regierungen zu einem Kongress nach Frankfurt ein und wollte innerhalb von zwei Wochen eine definitive Antwort geben.
Die Angehörigen der Deputation berichteten am Abend des 7. April ihren Fraktionen. Alle waren sehr empört über Friedrich Wilhelm IV. und wollten an der Verfassung in der gegenwärtigen Form sowie dem Reichswahlgesetz festhalten. Sie richteten einen Ausschuss von dreißig Mitgliedern ein, der den Bericht der Deputation prüfen solle. Es lief darauf hinaus, dass mit der Drohung einer neuen Revolution die Regierungen zur Annahme gezwungen werden sollten. Die Erbkaiserlichen standen am Ende ihrer Möglichkeiten, wenn Preußen nicht doch noch einlenkte. Die Linke beabsichtigte weiterzugehen, da sie eine neue Revolution weniger fürchtete.

### Endgültige Ablehnung 28. April 1849

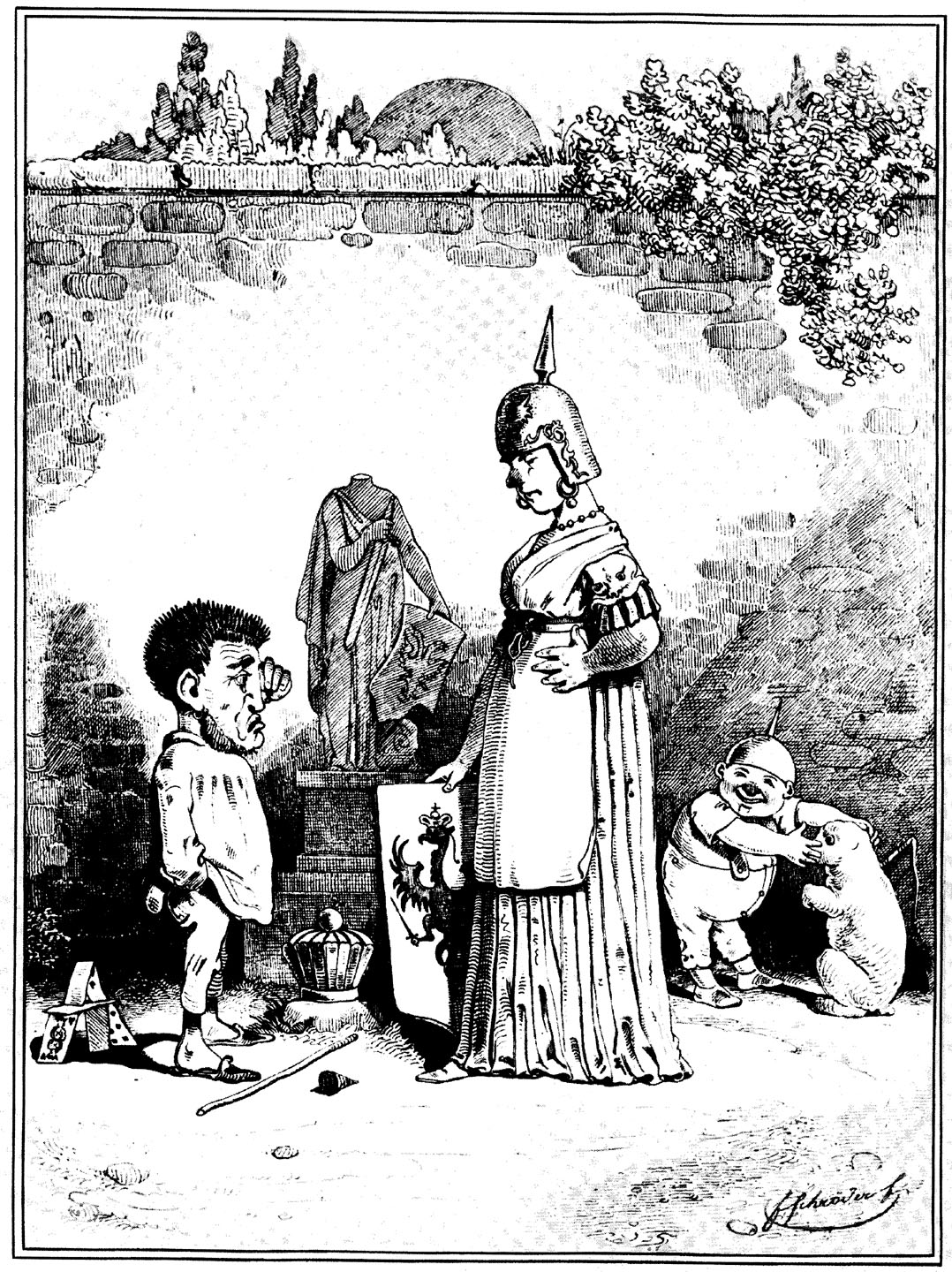
Karikatur in den Düsseldorfer Monatsheften, April 1849. Links Heinrich von Gagern, in der Mitte eine weibliche Personifikation Preußens, rechts der preußische König, der mit einem Bären spielt. „Wat heulst’n kleener Hampelmann?“ – „Ick habe Ihr’n Kleenen ’ne Krone jeschnitzt, nu will er se nich!“

In einer Kollektivnote vom 14. April erklärten 28 Regierungen, dass sie die Verfassung und die Kaiserwahl akzeptierten. Der König von Württemberg, der einzige König, nahm die Verfassung gegen seinen Willen am 25. April an, unter Druck seiner liberalen Regierung und des Volkszorns. Die preußische Regierung unter Graf Brandenburg erklärte am 21. April hingegen, dass sie die Reichsverfassung niemals unverändert annehmen werde. Doch die Nationalversammlung hoffte, dass der König die Regierung entlassen und doch noch die Verfassung und eine Führungsposition, wenn auch nicht den Kaisertitel annehmen werde, um erst danach Verfassungsänderungen zu betreiben.
Die Zentralgewalt schickte noch Vertreter nach Berlin, um Friedrich Wilhelm IV. umzustimmen. Am 28. April erfolgte aber die endgültige Ablehnung des Königs. Er begründete sie damit, dass die Verfassung zu sehr in die Länderbefugnisse eingreife, dass einzelne Grundrechte unannehmbar seien, vor allem das nur aufschiebende Veto des Kaisers gegen Gesetze missfiel ihm. Zusammen mit dem demokratischen Wahlrecht werde das konstitutionell-monarchische Prinzip gefährdet. Dies sei ein Versuch, die Republik auf legalem Wege einzuführen. In Wirklichkeit ging es dem König, so der Historiker Wolfram Siemann, um die Verfügungsgewalt über „seine“ Soldaten. Friedrich Wilhelm IV. sei eben nicht der „Romantiker auf dem Thron“ gewesen, sondern „ein kühl kalkulierender, machtbewußter Monarch“.
Am 4. Mai stimmten 190 gegen 188 Abgeordnete der Nationalversammlung dafür, dass die Nationalversammlung selbst die Wahlen zum ersten Reichstag ausschreibt, und nicht (wie in der Reichsverfassung vorgesehen) der Kaiser. Der Reichstag sollte am 1. August seine erste Sitzung haben und dann dem Fürsten des größten Staates, der am Reich teilnahm, die Kaiserwürde übertragen. An der Frage, inwieweit Gewalt zur Durchsetzung der Verfassung nötig sein werde, spaltete sich schließlich die Nationalversammlung, während sie auch durch rechtswidrige Maßnahmen der Regierungen mehr und mehr Abgeordnete verlor.

## Erfurter Union 1849/1850
Friedrich Wilhelm IV. und sein Vordenker Joseph von Radowitz glaubten, dass Preußen selbst ein Deutsches Reich unter konservativem Vorzeichen gründen könne. Dieser Einigungsversuch wurde später als Erfurter Union bekannt. Dazu lud Preußen Vertreter der vier Königreiche Bayern, Sachsen, Hannover und Württemberg zu einer Konferenz ein. Nur mit Sachsen und Hannover gelang der Abschluss im Dreikönigsbündnis vom 26. Mai 1849, doch diese wie auch andere Staaten verließen das Projekt wieder Ende 1849 oder im Laufe des Jahres 1850. Das Projekt scheiterte auch an der Zögerlichkeit des preußischen Königs, der die Wirksamkeit der Unionsverfassung von der Zustimmung der anderen Regierungen abhängig machte.
Der Entwurf einer Unionsverfassung vom Mai 1849 übernahm viele Formulierungen aus der Frankfurter Reichsverfassung. Doch die nationale Ebene hätte etwas weniger Kompetenzen als zuvor gehabt. Der Titel „Reichsoberhaupt“ wurde zu „Reichsvorstand“, der Kaisertitel fiel weg. Die eigentümlichste Veränderung, die die neue Verfassung den Mittelstaaten annehmbarer machen sollte, war die Unterscheidung zwischen Reichsvorstand und Fürstenkollegium, um ein erbliches Oberhaupt mit einem Direktorium zu verbinden:
- Der preußische König sollte der Reichsvorstand sein. Er nahm die Exekutive wahr und ernannte und entließ die Reichsminister.
- Im Fürstenkollegium gab es sechs Stimmen: eine für Preußen (Reichsvorstand), eine für Sachsen, die übrigen mussten sich mehrere Staaten teilen. Bei Stimmengleichheit entschied der Reichsvorstand. Das Fürstenkollegium übte die legislativen Funktionen aus; ohne seine Zustimmung konnte kein Gesetz zustande kommen.[45]

Eine Additionalakte des Verwaltungsrats der Union änderte am 26. Februar 1850 die Bezeichnung (deutsches) „Reich“ in „Deutsche Union“ und den „Reichsvorstand“ in „Unionsvorstand“. Das Fürstenkollegium passte sie an die neuen Verhältnisse an, nachdem Sachsen und Hannover weggeblieben waren. Der Erfurter Reichstag änderte die Verfassung im April 1850 ebenfalls noch leicht ab. Die Mehrheit hatten dort vor allem Politiker, die in Frankfurt zu den Erbkaiserlichen gehört hatten. Sie hatten das Ziel, den Unionsvorstand zu stärken: Dieser erhielt nun bei Verfassungsänderungen ein Veto, nicht mehr das Fürstenkollegium als Ganzes. Der Unionsvorstand übte seine exekutiven Befugnisse nicht mehr „mit Zustimmung und in Verbindung mit dem Fürstenkollegium“ aus. Nicht angenommen wurde die Idee des Abgeordneten Otto von Bismarck und anderer, das Fürstenkollegium zugunsten eines rein beratenden Gremiums abzuschaffen und aus dem Staatenhaus des Reichstags einen Fürstenrat zu machen.

## Vergleich mit der Verfassung von 1867/1871

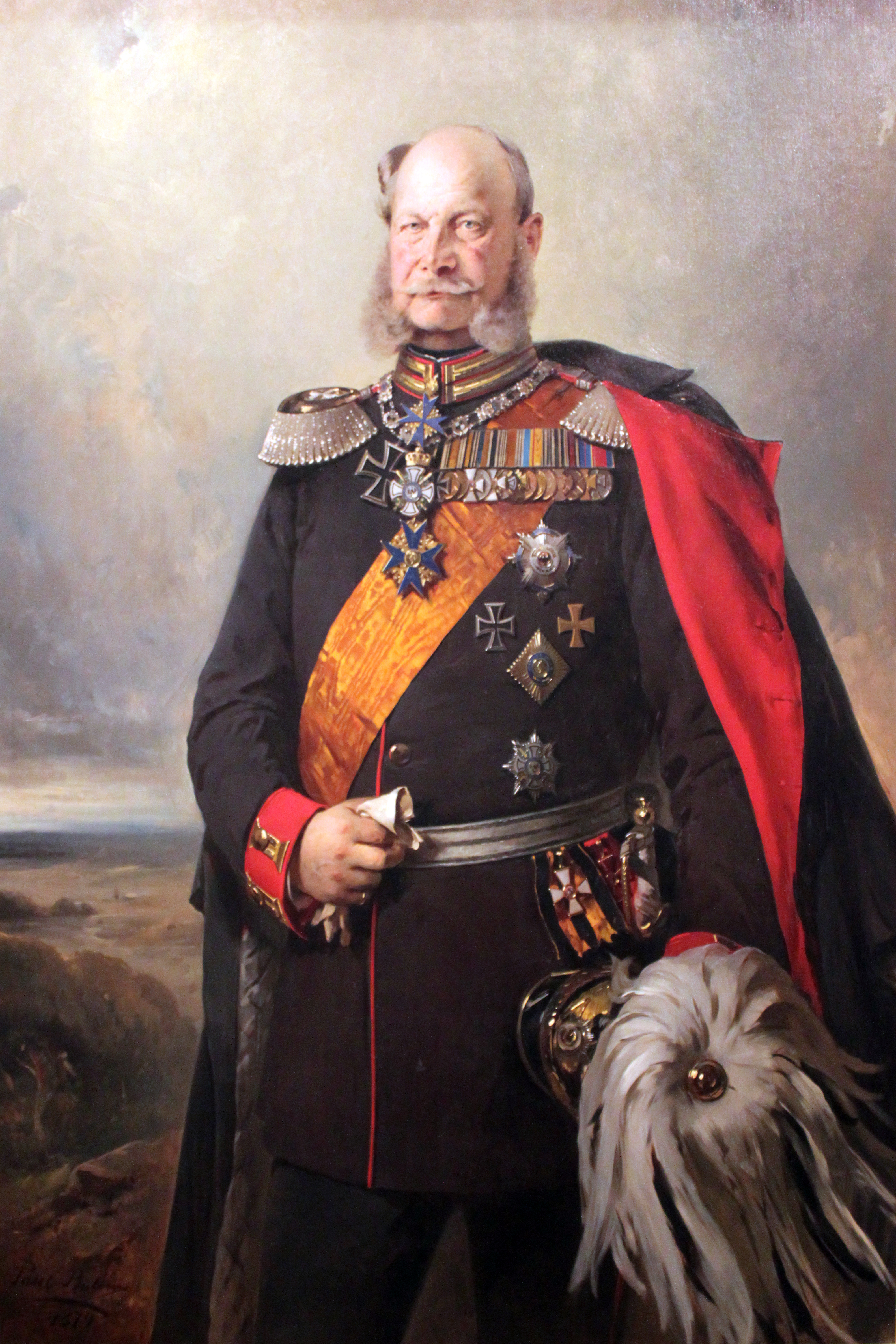
Wilhelm I., Deutscher Kaiser, im Jahre 1879. Wilhelm war der jüngere Bruder Friedrich Wilhelms.

Die Verfassungsentwürfe von 1849/1850 lieferten die Tradition für Bismarcks Verfassung von 1867 bzw. 1871. In gewissem Maße gilt dies auch für „die Organisation mit dem preußischen König-Kaiser an der Spitze“, so Hans Boldt. In der Norddeutschen Bundesverfassung von 1867 hatte die Gesamtstaatsebene (und damit die Gesamtstaatsregierung) erheblich weniger Kompetenzen als in der Frankfurter Reichsverfassung. Es gab neben einem Reichstag (entsprechend dem Volkshaus) einen Bundesrat. Die Regierungen der beteiligten Staaten entsandten Vertreter in den Bundesrat, die je nach Größe ihres Staates eine bestimmte Anzahl Stimmen abgeben konnten. Dieses Bundesrats-System findet sich auch heute im deutschen Föderalismus wieder.
Der Bundesrat hatte, wie das Fürstenkollegium in der Unionsverfassung, zusammen mit dem Reichstag die Gesetzgebungskompetenz und die Gesetzesinitiative. Das „Bundespräsidium“ kam verfassungsgemäß dem König von Preußen zu. Das Präsidium ernannte den Bundeskanzler, der „verantwortlich“ war. Anfang 1870 verfolgte Bismarck kurzfristig einen Kaiserplan: Der König solle den Kaisertitel annehmen, um dadurch einen höheren Status zu erlangen, der wieder Schwung in das deutsche Einigungsbestreben bringen sollte.
Noch während des Deutsch-Französischen Kriegs 1870/1871 wurde aus dem Norddeutschen Bund das Deutsche Kaiserreich. Am 8. Dezember 1870 akzeptierte der Reichstag den Titel „Deutscher Kaiser“ für das Präsidium. Am 1. Januar 1871 traten die Änderungen in Kraft. Bekannter als die Verfassungsänderungen ist die propagandistisch aufgeladene Kaiserproklamation am 18. Januar 1871 im Schloss von Versailles. König Wilhelm hatte sich nach Möglichkeiten gegen den Kaisertitel gesträubt, aber schließlich dem Drängen Bismarcks nachgegeben.

## Bewertung
Das Kaisertum der Reichsverfassung vom 28. März 1849 war ein Kompromiss zwischen dem monarchischen und dem demokratischen Prinzip. Es wirkte wie ein Widerspruch, dass das Volk eine Nationalversammlung gewählt hatte, die nun die Reichsgewalt in die Hände eines erblichen und unverletzlichen Kaisers legte. Die Nationalversammlung aber, so Huber, folgte nicht der demokratischen Gewalteneinheit nach Rousseau, sondern der liberalen Gewaltenteilung nach Montesquieu. Dementsprechend schuf sie ein unabhängiges Kaisertum als Gegengewicht zum Reichstag.
Der von der Nationalversammlung gewählte Kaiser, so Thomas Nipperdey, war „ein Symbol dieser Revolution“, demokratisch gewählt, dann aber durch die Erblichkeit dem demokratischen Wechsel entzogen. „Das war der eigentümliche Ausdruck der Vermittlungs- und Kompromißpolitik der Liberalen […]. Das war auch eine Chance der Monarchie, sich modern und neu zu legitimieren.“ Nicht nur der preußische Landtag, auch Teile des konservativen Establishments waren für die Annahme, letztere jedoch unter Bedingungen wie ein anderes Wahlrecht. Man hätte für eine Verwirklichung der Reichsverfassung mit dem Widerstand der Linken ebenso wie mit einem Krieg gegen Österreich und Russland rechnen müssen. „Aber das kam nicht auf den Prüfstand der Geschichte“, weil der König sich nicht mit der Revolution verbinden wollte. Manfred Botzenhart sah zuversichtlicher in der Reichsverfassung „eine tragfähige, progressive und chancenreiche Grundlage für eine Reichsgründung in der Mitte des 19. Jahrhunderts […] – nur bot sich im damaligen Deutschland keine Person an, die den Aufgaben eines solchen Kaisertums gewachsen gewesen wäre und die in ihm liegenden Möglichkeiten hätte wahrnehmen können.“ Kühne zufolge war es die einhellige Auffassung damals, dass die Mittelstaaten sich nicht verweigert hätten, wenn Preußen seiner zugedachten Rolle gerecht geworden wäre.
Mit der Verbindung von Demokratie und Kaisertum ermöglichte die Revolution, dass die kaiserliche Gewalt eine unabhängige und einflussreiche Position einnahm. Der Kaiser hatte eigene Vorrechte laut Verfassung; als Symbol der Reichseinheit und Garant der Freiheit konnte der Kaiser eine neue Legitimation begründen; mit einem an Maß und Recht gebundenen Kaiser ließen sich die Gefahren eines demokratischen Nationalismus eindämmen. Ernst Rudolf Huber: „Das gute alte Recht konnte sich in einem Akt der Versöhnung mit gutem neuem Recht vereinigen. Doch blieb die Gunst der Stunde ungenutzt. Sie sollte sich der Monarchie und der Nation in dieser Form nicht wieder bieten.“

## Belege
1. ↑  Ernst Rudolf Huber: Deutsche Verfassungsgeschichte seit 1789. Band I: Reform und Restauration 1789 bis 1830. 2. Auflage, Verlag W. Kohlhammer, Stuttgart [u. a.] 1967, S. 514/515.
2. ↑  Ernst Rudolf Huber: Deutsche Verfassungsgeschichte seit 1789. Band II: Der Kampf um Einheit und Freiheit 1830 bis 1850. 3. Auflage, Verlag W. Kohlhammer, Stuttgart [u. a.] 1988, S. 588–590.
3. ↑  Jörg-Detlef Kühne: Die Reichsverfassung der Paulskirche. Vorbild und Verwirklichung im späteren deutschen Rechtsleben. Habil.-Schr., Bonn 1983, 2. Auflage, Luchterhand, Neuwied 1998 (1985) OCLC 801154230, S. 43.
4. ↑  Manfred Botzenhart: Deutscher Parlamentarismus in der Revolutionszeit 1848–1850. Droste Verlag, Düsseldorf 1977, S. 164.
5. ↑  Ernst Rudolf Huber: Deutsche Verfassungsgeschichte seit 1789. Band II: Der Kampf um Einheit und Freiheit 1830 bis 1850. 3. Auflage, Verlag W. Kohlhammer, Stuttgart [u. a.] 1988, S. 807–809.
6. ↑  Manfred Botzenhart: Deutscher Parlamentarismus in der Revolutionszeit 1848–1850. Droste Verlag, Düsseldorf 1977, S. 166.
7. ↑  Manfred Botzenhart: Deutscher Parlamentarismus in der Revolutionszeit 1848–1850. Droste Verlag, Düsseldorf 1977, S. 167.
8. ↑  Manfred Botzenhart: Deutscher Parlamentarismus in der Revolutionszeit 1848–1850. Droste Verlag, Düsseldorf 1977, S. 171–173.
9. ↑  Manfred Botzenhart: Deutscher Parlamentarismus in der Revolutionszeit 1848–1850. Droste Verlag, Düsseldorf 1977, S. 173/174.
10. ↑  Ernst Rudolf Huber: Deutsche Verfassungsgeschichte seit 1789. Band II: Der Kampf um Einheit und Freiheit 1830 bis 1850. 3. Auflage, Verlag W. Kohlhammer, Stuttgart [u. a.] 1988, S. 810.
11. ↑  Manfred Botzenhart: Deutscher Parlamentarismus in der Revolutionszeit 1848–1850. Droste Verlag, Düsseldorf 1977, S. 684.
12. ↑  Manfred Botzenhart: Deutscher Parlamentarismus in der Revolutionszeit 1848–1850. Droste Verlag, Düsseldorf 1977, S. 684.
13. ↑  Manfred Botzenhart: Deutscher Parlamentarismus in der Revolutionszeit 1848–1850. Droste Verlag, Düsseldorf 1977, S. 684/685.
14. ↑  Ernst Rudolf Huber: Dokumente zur deutschen Verfassungsgeschichte. Band 1: Deutsche Verfassungsdokumente 1803–1850. 3. Auflage, W. Kohlhammer, Stuttgart [u. a.] 1978 (1961), Nr. 106 (Nr. 100). Antrag des Abgeordneten Welcker auf en-bloc-Annahme der Reichsverfassung vom 12. März 1849, S. 373/374.
15. ↑  Manfred Botzenhart: Deutscher Parlamentarismus in der Revolutionszeit 1848–1850. Droste Verlag, Düsseldorf 1977, S. 688–690.
16. ↑  Ernst Rudolf Huber: Deutsche Verfassungsgeschichte seit 1789. Band II: Der Kampf um Einheit und Freiheit 1830 bis 1850. 3. Auflage, Verlag W. Kohlhammer, Stuttgart [u. a.] 1988, S. 816/817.
17. ↑  Vereinfacht nach: Ernst Rudolf Huber: Deutsche Verfassungsgeschichte seit 1789. Band II: Der Kampf um Einheit und Freiheit 1830 bis 1850. 3. Auflage, Verlag W. Kohlhammer, Stuttgart [u. a.] 1988, S. 828.
18. ↑  Ernst Rudolf Huber: Deutsche Verfassungsgeschichte seit 1789. Band II: Der Kampf um Einheit und Freiheit 1830 bis 1850. 3. Auflage, Verlag W. Kohlhammer, Stuttgart [u. a.] 1988, S. 827, S. 832.
19. ↑  Ernst Rudolf Huber: Deutsche Verfassungsgeschichte seit 1789. Band II: Der Kampf um Einheit und Freiheit 1830 bis 1850. 3. Auflage, Verlag W. Kohlhammer, Stuttgart [u. a.] 1988, S. 828/829.
20. ↑  Ernst Rudolf Huber: Deutsche Verfassungsgeschichte seit 1789. Band II: Der Kampf um Einheit und Freiheit 1830 bis 1850. 3. Auflage, Verlag W. Kohlhammer, Stuttgart [u. a.] 1988, S. 811.
21. ↑  David E. Barclay: Frederick William IV and the Prussian Monarchy, 1840–1861. Oxford University Press, Oxford 1995, S. 192/193.
22. ↑  Ernst Rudolf Huber: Deutsche Verfassungsgeschichte seit 1789. Band II: Der Kampf um Einheit und Freiheit 1830 bis 1850. 3. Auflage, Verlag W. Kohlhammer, Stuttgart [u. a.] 1988, S. 811/812.
23. ↑  Ernst Rudolf Huber: Deutsche Verfassungsgeschichte seit 1789. Band II: Der Kampf um Einheit und Freiheit 1830 bis 1850. 3. Auflage, Verlag W. Kohlhammer, Stuttgart [u. a.] 1988, S. 811/812.
24. ↑  Bernhard Mann: Das Ende der Deutschen Nationalversammlung im Jahre 1849. In: Historische Zeitschrift, Bd. 214, Heft 2 (April 1972), S. 265–309, hier S. 266.
25. ↑  David E. Barclay: Frederick William IV and the Prussian Monarchy, 1840–1861. Oxford University Press, Oxford 1995, S. 194.
26. ↑  Ernst Rudolf Huber: Deutsche Verfassungsgeschichte seit 1789. Band II: Der Kampf um Einheit und Freiheit 1830 bis 1850. 3. Auflage, Verlag W. Kohlhammer, Stuttgart [u. a.] 1988, S. 811–813.
27. ↑  Konrad Canis: Bismarcks Außenpolitik 1870 bis 1890. Aufstieg und Gefährdung, Ferdinand Schöningh, Paderborn 2004, S. 21.
28. ↑  Ernst Rudolf Huber: Deutsche Verfassungsgeschichte seit 1789. Band II: Der Kampf um Einheit und Freiheit 1830 bis 1850. 3. Auflage, Verlag W. Kohlhammer, Stuttgart [u. a.] 1988, S. 818/819.
29. ↑  Jörg-Detlef Kühne: Die Reichsverfassung der Paulskirche. Vorbild und Verwirklichung im späteren deutschen Rechtsleben. Habil.-Schr., Bonn 1983, 2. Auflage, Luchterhand, Neuwied 1998 (1985), S. 49.
30. ↑  Bernhard Mann: Das Ende der Deutschen Nationalversammlung im Jahre 1849. In: Historische Zeitschrift, Bd. 214, Heft 2 (April 1972), S. 265–309, hier S. 267.
31. ↑  Bernhard Mann: Das Ende der Deutschen Nationalversammlung im Jahre 1849. In: Historische Zeitschrift, Bd. 214, Heft 2 (April 1972), S. 265–309, hier S. 266/267.
32. ↑  Manfred Botzenhart: Deutscher Parlamentarismus in der Revolutionszeit 1848–1850. Droste Verlag, Düsseldorf 1977, S. 695/696.
33. ↑  David E. Barclay: Frederick William IV and the Prussian Monarchy, 1840–1861. Oxford University Press, Oxford 1995, S. 194.
34. ↑  Ernst Rudolf Huber: Dokumente zur deutschen Verfassungsgeschichte. Band 1: Deutsche Verfassungsdokumente 1803–1850. 3. Auflage, W. Kohlhammer, Stuttgart [u. a.] 1978 (1961), Nr. 114 (Nr. 107). Erwiderung König Friedrich Wilhelms IV. an die Deputation der deutschen Nationalversammlung vom 3. April 1849, S. 405/406.
35. ↑  Manfred Botzenhart: Deutscher Parlamentarismus in der Revolutionszeit 1848–1850. Droste Verlag, Düsseldorf 1977, S. 696.
36. ↑  Ernst Rudolf Huber: Dokumente zur deutschen Verfassungsgeschichte. Band 1: Deutsche Verfassungsdokumente 1803–1850. 3. Auflage, W. Kohlhammer, Stuttgart [u. a.] 1978 (1961), Nr. 114 (Nr. 107). Erwiderung König Friedrich Wilhelms IV. an die Deputation der deutschen Nationalversammlung vom 3. April 1849, S. 405/406.
37. ↑  Bernhard Mann: Das Ende der Deutschen Nationalversammlung im Jahre 1849. In: Historische Zeitschrift, Bd. 214, Heft 2 (April 1972), S. 265–309, hier S. 273, 275.
38. ↑  Bernhard Mann: Das Ende der Deutschen Nationalversammlung im Jahre 1849. In: Historische Zeitschrift. Bd. 214, Heft 2, April 1972, S. 265–309, hier S. 275–277.
39. ↑  Bernhard Mann: Das Ende der Deutschen Nationalversammlung im Jahre 1849. In: Historische Zeitschrift, Bd. 214, Heft 2 (April 1972), S. 265–309, hier S. 266/267.
40. ↑  Bernhard Mann: Das Ende der Deutschen Nationalversammlung im Jahre 1849. In: Historische Zeitschrift, Bd. 214, Heft 2 (April 1972), S. 265–309, hier S. 275–277.
41. ↑  Manfred Botzenhart: Deutscher Parlamentarismus in der Revolutionszeit 1848–1850. Droste Verlag, Düsseldorf 1977, S. 697/698.
42. ↑  Wolfram Siemann: 1848/49 in Deutschland und Europa. Ereignis, Bewältigung, Erinnerung. Schöningh, Paderborn 2006, S. 20.
43. ↑  Bernhard Mann: Das Ende der Deutschen Nationalversammlung im Jahre 1849. In: Historische Zeitschrift, Bd. 214, Heft 2 (April 1972), S. 265–309, hier S. 292.
44. ↑  Hans Boldt: Erfurter Unionsverfassung. In: Günther Mai (Hrsg.): Die Erfurter Union und das Erfurter Unionsparlament 1850. Böhlau, Köln [u. a.] 2000, S. 417–431, hier S. 422.
45. ↑  Manfred Botzenhart: Deutscher Parlamentarismus in der Revolutionszeit 1848–1850. Droste Verlag, Düsseldorf 1977, S. 718.
46. ↑  Ernst Rudolf Huber: Deutsche Verfassungsgeschichte seit 1789. Band II: Der Kampf um Einheit und Freiheit 1830 bis 1850. 3. Auflage, Verlag W. Kohlhammer, Stuttgart [u. a.] 1988, S. 820.
47. ↑  Manfred Botzenhart: Deutscher Parlamentarismus in der Revolutionszeit 1848–1850. Droste Verlag, Düsseldorf 1977, S. 771.
48. ↑  Hans Boldt: Erfurter Unionsverfassung. In: Günther Mai (Hrsg.): Die Erfurter Union und das Erfurter Unionsparlament 1850. Böhlau, Köln [u. a.] 2000, S. 417–431, hier S. 430.
49. ↑  Ernst Rudolf Huber: Deutsche Verfassungsgeschichte seit 1789. Band II: Der Kampf um Einheit und Freiheit 1830 bis 1850. 3. Auflage, Verlag W. Kohlhammer, Stuttgart [u. a.] 1988, S. 828.
50. ↑  Hans Boldt: Erfurter Unionsverfassung. In: Günther Mai (Hrsg.): Die Erfurter Union und das Erfurter Unionsparlament 1850. Böhlau, Köln [u. a.] 2000, S. 417–431, hier S. 430/431.
51. ↑  Ernst Rudolf Huber: Deutsche Verfassungsgeschichte seit 1789. Band III: Bismarck und das Reich. 3. Auflage, W. Kohlhammer, Stuttgart [u. a.] 1988, S. 657/658, 706.
52. ↑  Ernst Rudolf Huber: Deutsche Verfassungsgeschichte seit 1789. Band II: Der Kampf um Einheit und Freiheit 1830 bis 1850. 3. Auflage, Verlag W. Kohlhammer, Stuttgart [u. a.] 1988, S. 817/818.
53. ↑  Thomas Nipperdey: Deutsche Geschichte 1860–1866. Band. 1: Bürgerwelt und starker Staat. Beck, München 1983, S. 660/661.
54. ↑  Manfred Botzenhart: Deutscher Parlamentarismus in der Revolutionszeit 1848–1850. Droste Verlag, Düsseldorf 1977, S. 792.
55. ↑  Jörg-Detlef Kühne: Die Reichsverfassung der Paulskirche. Vorbild und Verwirklichung im späteren deutschen Rechtsleben. Habil.-Schr., Bonn 1983, 2. Auflage, Luchterhand, Neuwied 1998 (1985), S. 61.
56. ↑  Ernst Rudolf Huber: Deutsche Verfassungsgeschichte seit 1789. Band II: Der Kampf um Einheit und Freiheit 1830 bis 1850. 3. Auflage, Verlag W. Kohlhammer, Stuttgart [u. a.] 1988, S. 820.